# Juanjo Camacho
Juan José Camacho Barnola (Valencia, España, 2 de agosto de 1980) es un exfutbolista español. Jugaba como centrocampista y fue profesional entre 1998 y 2019. Es el jugador que más partidos ha disputado en toda la historia de la Sociedad Deportiva Huesca.
Es hermano mayor del también futbolista Ignacio Camacho.

## Trayectoria
Se formó en las categorías inferiores del Real Zaragoza y en la temporada 1998/99 dio el salto al Zaragoza "B" para jugar en Segunda División B con el conjunto filial del equipo aragonés.
Por aquel entonces era considerado una de las grandes promesas de la cantera zaragocista, especialmente por el caché que le daba ser internacional con la selección española en categorías inferiores. Su posición más habitual era la de mediapunta tanto en el Real Zaragoza "B" como en el combinado nacional. Fue campeón de Europa sub-16 en Alemania proclamándose máximo goleador del torneo. Un año más tarde, logró la tercera plaza en el Mundial sub-17 de Egipto. En total, fue 33 veces internacional con las selecciones juveniles, anotando doce goles entre partidos oficiales y amistosos, logrando su récord de goles (cuatro) en el partido clasificatorio para el Europeo sub-18 contra Andorra. 
Al finalizar la temporada disputó el Campeonato de Europa sub-18 integrando la plantilla de España. En aquel equipo formaban jugadores como Iker Casillas, David Aganzo, Corona, Jofre o Mario Rosas, aunque quedaron eliminados en la fase de grupos en Suecia.
Comenzó a actuar por primera vez en la banda izquierda con regularidad a mediados de la temporada 1999/00, cuando su compañero Rodri marchó cedido al Albacete.
Completó un total de dos años en el Real Zaragoza "B" hasta que en la temporada 2000/01 fue cedido al Recreativo de Huelva de la Segunda División. Allí fue titular y actuó siempre como interior izquierdo. Destacó sobremanera por sus lanzamientos de falta y anotó cinco goles, todos ellos en cuatro jornadas consecutivas. 
Un dato curioso, es que logró anotarle un tanto de falta muy lejana al Real Betis y fue anulado, pues fue tal la "cantada" de Toni Prats que el árbitro creyó que se había cometido falta sobre el guardameta.
Al terminar su cesión volvió al Real Zaragoza y realizó la pretemporada con el primer equipo a las órdenes de Juan Manuel Lillo, que le hizo actuar en varios partidos como lateral izquierdo, pero finalmente el técnico no se decidió a contar con él y Juanjo Camacho tuvo que buscar equipo para jugar nuevamente a préstamo. Pese a manejar varias ofertas de equipos de Segunda división tras su buena temporada en Huelva prefirió irse al Real Madrid "B" para obtener más cartel de cara al futuro. Con el filial madridista jugó otra vez en Segunda División B y se disputó el puesto de interior zurdo con Raúl Bravo. Esa temporada jugo 32 partidos y anotó 5 goles, actuando también en la liguilla de ascenso que malograda por el Almería.
En la temporada 2002/2003, al seguir sin contar para el primer equipo del Real Zaragoza, eligió embarcarse en una nueva aventura rumbo a Escocia, fichando por el Livingston F. C., donde había otros jugadores españoles. Allí estuvo año y medio, jugando como lateral y centrocampista, hasta que el conjunto escocés entró en quiebra y su contrato fue rescindido automáticamente al tener una de las mayores fichas de la plantilla. En ese momento, a mediados de la campaña 2003/04, volvió a la disciplina del Real Zaragoza con la carta de libertad para intentar salvar al conjunto filial del descenso a Tercera División. Y lo consiguió, siendo el jugador que marcaba diferencias y titular en la mediapunta. Consiguiendo la cifra de siete goles en trece encuentros.
Eso le sirvió para, al fin, durante la temporada 2004/05 (después de cinco pretemporadas con el primer equipo), formar parte de la primera plantilla. Debutó en la Primera División en el partido Real Zaragoza 1 - Racing de Santander 0. No obstante, Víctor Muñoz no confió en él y sólo disputó un total de cinco partidos en Liga y uno en Copa de la UEFA. Pese a todo, quedará en el recuerdo una asistencia de gol culminada por David Villa.
Al año siguiente las cosas fueron igual y hasta diciembre su casillero de participaciones en Liga quedó reducido a cero, si bien disputó unos minutos en el primer partido de Copa del Rey, anotando un gol decisivo para que, a la postre, el Real Zaragoza lograse el subcampeonato de la competición en la temporada 2005/2006, tras perder en la final contra el R. C. D. Espanyol.
Pero Juanjo ya había marchado en el mercado invernal al Lleida tras rescindir su contrato con el Real Zaragoza. En el conjunto catalán no tuvo demasiada fortuna y su rendimiento no fue el esperado. Además, el equipo descendió a Segunda División B. Actuó siempre como interior izquierdo.
Al finalizar la temporada volvió a quedar libre y decidió aceptar la oferta del Huesca en un ilusionante proyecto. Completó una buena temporada, siendo el máximo goleador con diez tantos, y disputando con la fase de ascenso a Segunda división.
En la temporada 2007/08 fichó por el Vecindario. A la campaña siguiente volvería a la Sociedad Deportiva Huesca en la que finalmente se convertiría en el jugador con más partidos disputados con la elástica azulgrana con más de 350 partidos disputados y más de 80 goles. Al término de la temporada 2018/19 anunció su retirada como futbolista profesional.

## Selección nacional
Fue campeón de Europa Sub-16 en el Campeonato Europeo de Alemania y medalla de bronce en el Mundial de Egipto Sub-17.

## Clubes
| Club                  | País    | Año       |
| --------------------- | ------- | --------- |
| Real Zaragoza "B"     | España  | 1998-2000 |
| Recreativo de Huelva  | España  | 2000-2001 |
| Real Madrid C. F. "B" | España  | 2001-2002 |
| Livingston F. C.      | Escocia | 2002-2004 |
| Real Zaragoza "B"     | España  | 2003-2004 |
| Real Zaragoza         | España  | 2004-2005 |
| U. E. Lleida          | España  | 2005-2006 |
| S. D. Huesca          | España  | 2006-2007 |
| U. D. Vecindario      | España  | 2007-2008 |
| S. D. Huesca          | España  | 2008-2019 |